# Chant arménien
Le chant arménien ou charakan (en arménien շարական) est un chant mélismatique et monophonique, particulièrement utilisé dans la liturgie de l'Église apostolique arménienne.

## Description
À l'instar du chant byzantin, le chant arménien se compose principalement d'hymnes. À l'origine, ces hymnes étaient en prose, mais une versification du chant arménien s'est progressivement développée. L'utilisation de la poésie de Nersès IV Chnorhali dans le chant arménien est un signe de cette tendance ; l'exemple le plus célèbre est sans doute, le chant arménien tiré de son poème Lamentation sur la ville d'Édesse.
Dans la liturgie, les chants arméniens utilisés au cours d'un office sont classés en huit modes, l'Octoéchos arménien, attribué à Stépanos de Siounie (VIIIe siècle). De manière plus générale, l'ouvrage officiel regroupant l'ensemble des chants arméniens se nomme le Charak(a)nots (en arménien Շարակ(ա)նոծ). Il contiendrait plus de 1 100 hymnes.

## Notation de la musique
Les plus anciens manuscrits transcrivant des chants arméniens utilisent l'« ancienne notation arménienne », également attribuée à Stépanos de Siounie. À ce titre, ils incluent l'utilisation de neumes connus sous le nom de « neumes arméniens » ou khaz. Le déchiffrage musical de ce type de manuscrit n'est aujourd'hui pas réalisé.
La transcription actuelle des chants arméniens utilise la « nouvelle notation arménienne », ou encore « notation Hamparsum », inventée au XIXe siècle par Hamparsum Limonciyan.

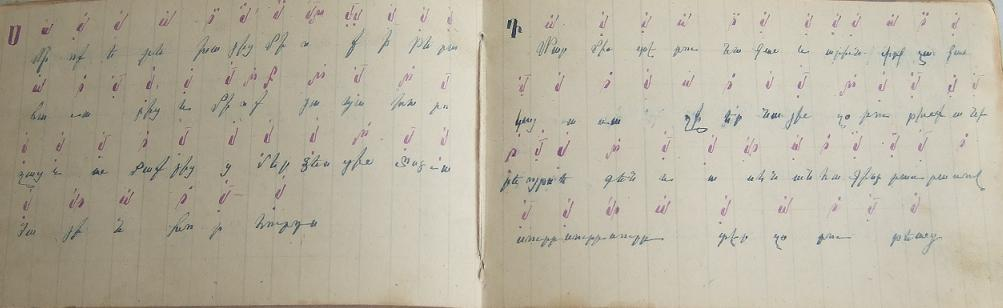
Chant arménien transcrit en notation Hamparsum dans un carnet de musique datant de 1922.

## Caractéristiques musicales
Le chant arménien obéit en général à un rythme précis, y compris dans ses aspects relatifs au plain-chant. Cette spécificité est considérée par certains musicologues, en particulier Pierre Aubry, comme la marque d'une influence de la musique turque qui distingue le chant arménien du chant byzantin.
Si aujourd'hui, le chant arménien pratiqué par la diaspora arménienne produit des interprétations originales éloignées d'un certain classicisme, une production classique perdure, largement inspirée par le catholicossat de tous les Arméniens basé à Etchmiadzin.